# كارلوس رويز فاولر
كارلوس رويز فاولر (بالإسبانية: Carlos Ruiz Fuller)‏ هو جيولوجي تشيلي، ولد في 23 سبتمبر 1916 في فالبارايسو في تشيلي، وتوفي في 28 مارس 1997 في سانتياغو في تشيلي.